# 후지와라노 모토토시

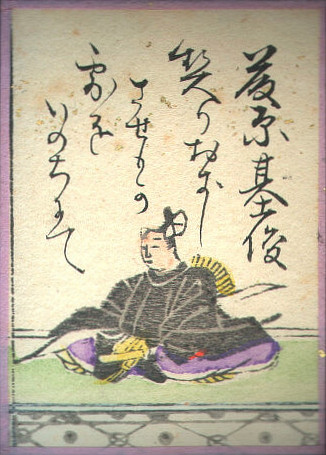
후지와라노 모토토시

후지와라노 모토토시(일본어: 藤原基俊, 1060년 ~ 1142년)는 일본 헤이안 시대의 구게, 시인이다. 부친은 우대신 후지와라노 도시이에이며 모토토시는 후지와라노 미치나가의 증손이다. 관위는 종5위상(從五位上).
와카와 서도(書道)에 두루 능하였다.